# Citov
Citov är en ort i Tjeckien.   Den ligger i regionen Olomouc, i den östra delen av landet, 220 km öster om huvudstaden Prag. Citov ligger 202 meter över havet och antalet invånare är 520.
Terrängen runt Citov är platt.Runt Citov är det ganska tätbefolkat, med 120 invånare per kvadratkilometer. Närmaste större samhälle är Olomouc, 15,1 km norr om Citov. Trakten runt Citov består till största delen av jordbruksmark.